# Johan Tobias Albinus

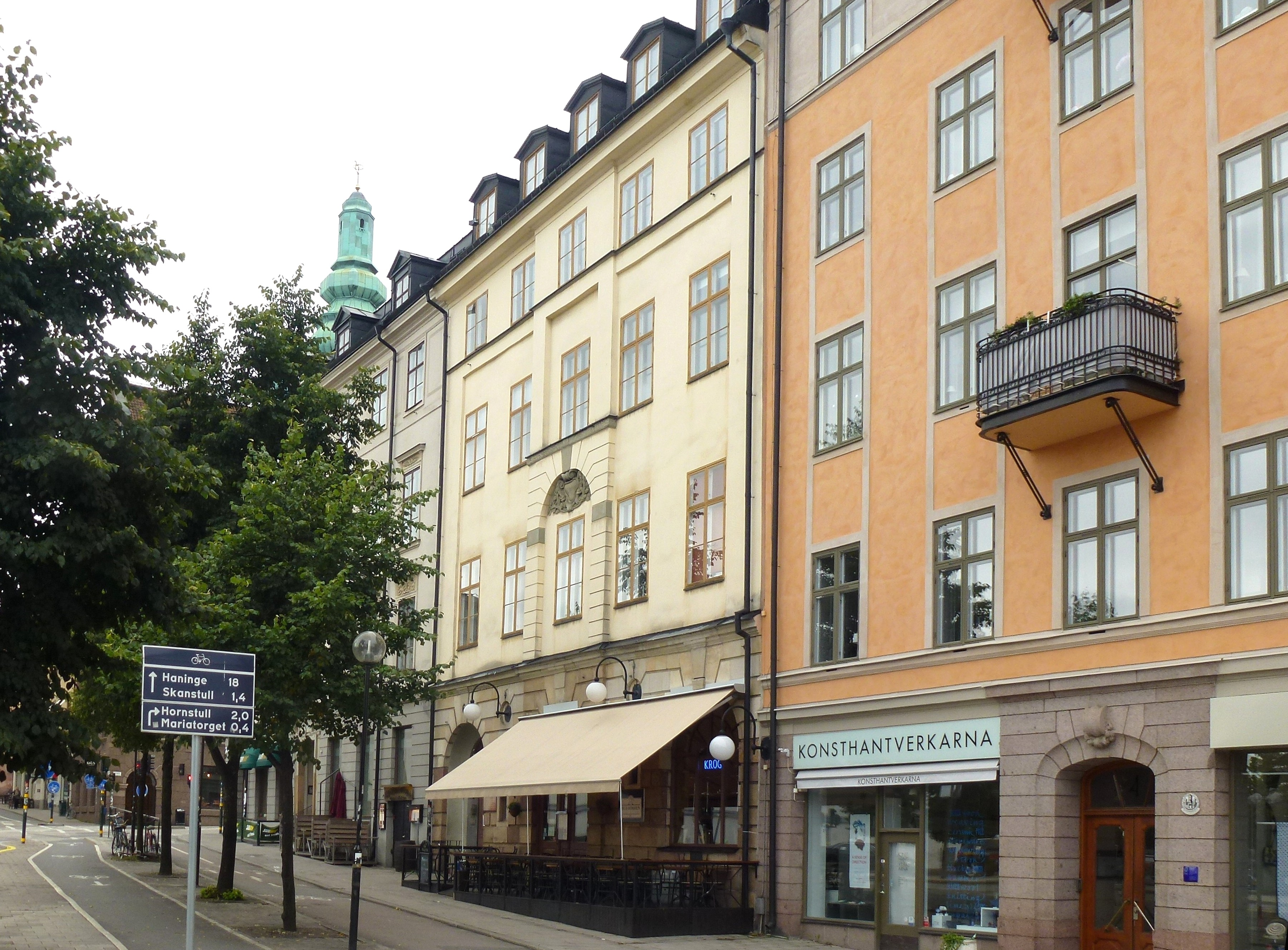
Jacob Grundels hus (i mitten) vid Södermalmstorg i Stockholm fullbordades 1669 av Johan Tobias Albinus.

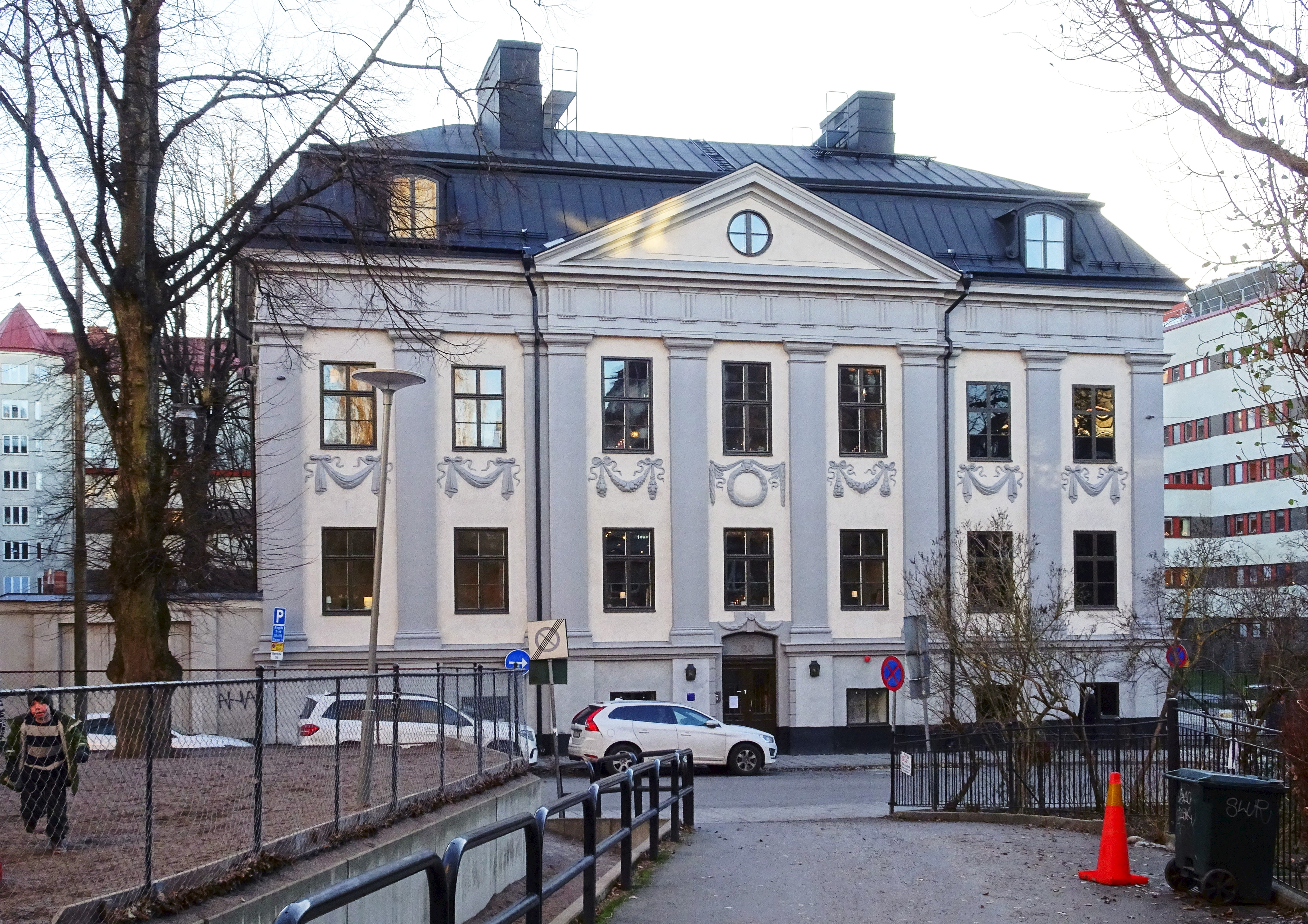
Reenstiernska palatset.

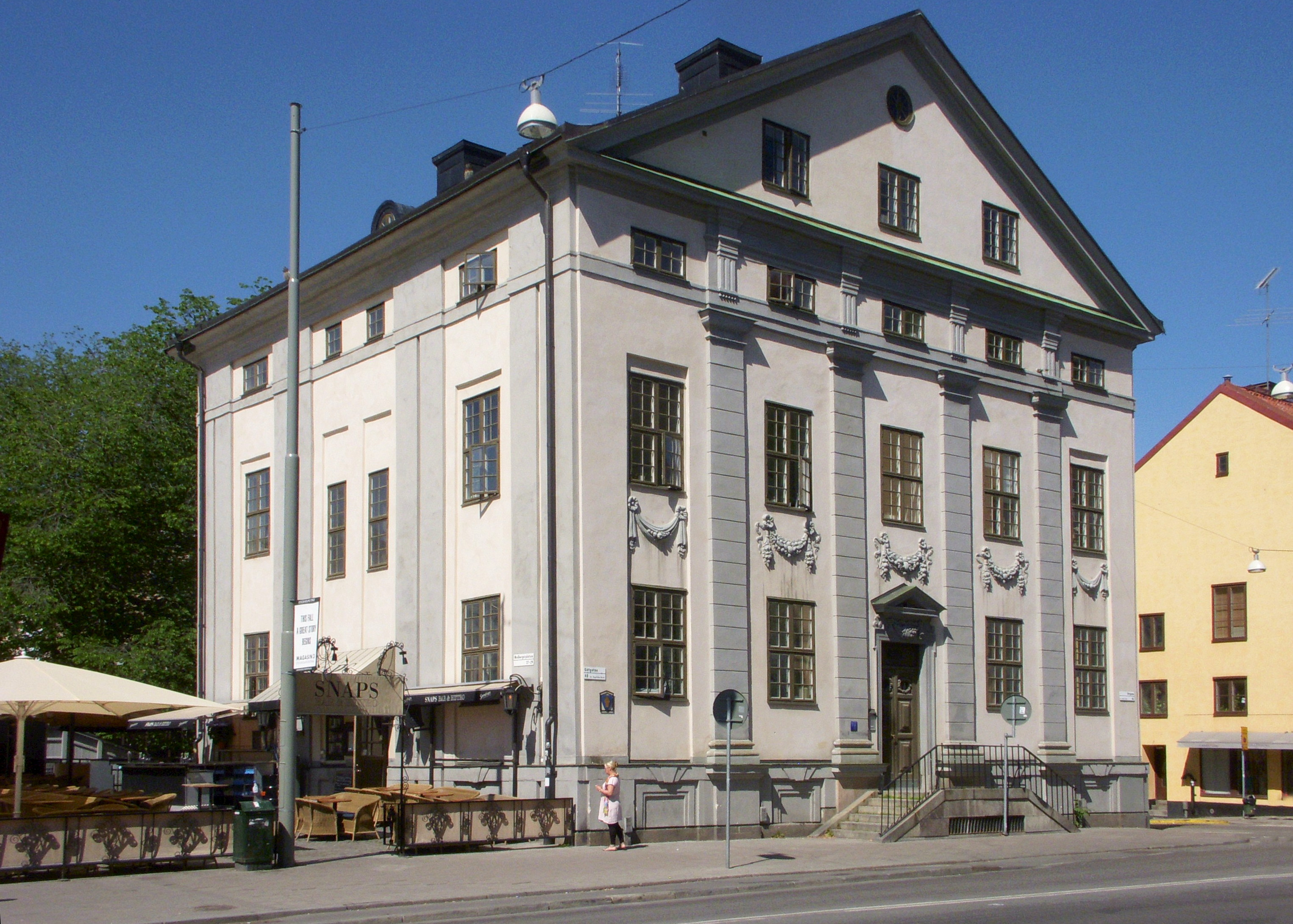
Lillienhoffska palatset.

Johan Tobias Albinus, född omkring 1635 i Kulmbach i Bayern, död i maj 1679 i Reval, var en tyskfödd arkitekt, verksam i Sverige.

## Biografi
Fadern Tobias var borgare och överskärare i Kulmbach. Omständigheterna omkring hur Albinus kom till Sverige är inte kända, men sannolikt hade han en släkting i Stockholm. 
År 1668 nämns Albinus för första gången i källorna och var då konduktör under Nicodemus Tessin d.ä. och tillhörde slottsstaten, där han fick en del av sin utbildning. Albinus hade ingen kunglig arkitekttjänst utan tog uppdrag från staten och privata beställare som arkitekt och som byggnadsingenjör. 
Albinus var skicklig i sitt yrke och efterlämnade en större samling av utländska arkitekturböcker enligt hans bouppteckning i Stockholms stadsarkiv. Här får man också veta hur en arkitekt var klädd: svart sammetskappa, dito byxor i kläde, värjgehäng i "stickat" arbete och peruk. Albinus synes ha adlats i Tyskland eftersom hans brevsigill visar en hjälmkrönt vapensköld med ett fågelliknande djur och initialerna I T A. I slutet av sin levnad (från 1677) var han verksam i Estland, som arkitekt åt det estniska ridderskapet. Inga byggnader för detta är kända, däremot för den svenska högadeln, Magnus Gabriel De la Gardie (Hapsal)och riksamiralen Gustaf Otto Stenbock (Kolck?). En större projektritning för denne omnämns bland ett fåtal byggnadsritningar i arvskifteshandlingarna.
Albinus arkitektur kännetecknas av en markerad klassicism där en ganska tung fasadbeklädnad i form av kolossalpilastrar och festonger under fönstren dominerar. Hans byggnader har altantak med balustradbarriärer, mansardtak av 1600-talstyp med en mycket litet och flackt översta fall men även säteritak med hög mellandel förekommer. De för tiden sammanbyggda hörnpaviljongerna och mittpaviljongerna samt torn saknas i Albinus' arkitektur.

## Byggnader (urval)
- Jacob Grundels hus i kvarteret Överkikaren, Stockholm
- Jonas Österlings gård och tobaksspinneri vid Pålsundet, senare Heleneborg
- Lillienhoffska palatset, Götgatan
- Reenstiernska palatset, Wollmar Yxkullsgatan
- Skräddarmästare Heinrich Hensells hus, kv. Lychaon 7, i Gamla stan, ombyggnad
- Sjöfartshuset Skeppsbron Stockholm, attribution av B. Noldus, Nederländerna
- Fribergs herrgård, Kulla sn och/eller nyinredningar i Forbuska palatset, Blasieholmen
- Tidö slott, inredningsarbeten
- Landsorts fyrbåk, träkonstruktion med polerade stålspeglar av Daniel von Braun
- Hapsals stad och slott, Estland, projekt till nybyggnader
- Kolga (gods) (Kolck, gods i Estland), tillskrivet
- von Rosens palats i Tallinn (Reval), tillskrivet av H. Uprus, Estland